# Луцій Стацій Мурк
Лу́цій Ста́цій Мурк (також відомий як Луцій Стай Мурк, лат. Lucius Statius Murcus / Lucius Staius Murcus; ? — близько 39 року до н. е.) — воєначальник часів пізньої Римської республіки.

## Біографія
Ймовірно був за походженням самнітом або марсом, тому мав номен Стай, латиною — Стацій. Поблизу Сульмони на землі марсів знайдений камінь с надписом «L(ucius) Staio Sex(ti) f(ilius) / Murco» (CIL IX 3080). Також імовірно був родичем (можливо навіть сином) самнітського воєначальника часів Союзницької війни 90—88 років до н. е. Стація, якого надалі прийняли до сенату і який за цей час сильно збагатився, тому у 43 році до н. е. викликав у когось з римлян сильну заздрість, через що був внесений до проскрипційного списку під час Другого тріумвірату і підлягав експропріації статку і знищенню. Не дав себе захопити, разом з сім'єю спалив себе у власному домі.
У 48 році до н. е. був легатом у Юлія Цезаря, який діяв у Епірі разом з іншим легатом Марком Ацілієм Каніном проти військ прихильників Помпея — Марка Кальпурнія Бібула і Луція Скрибонія Лібона. У 46 році до н. е. воював проти прихильників Помпея в Африці. Його вважали загиблим під час зворотного шляху морем. У 45 році до н. е. був претором.
44 року до н. е. був призначений Юлієм Цезарем намісником римської провінції Сирія, де з трьома легіонами намагався придушити заколот римського вершника Квінта Цецілія Басса, але зазнав невдачі. До нього на допомогу прибув намісник Віфінії і Понта Квінт Марцій, також з трьома легіонами, і вони удвох обложили Басса в Апамеї. Того року був убитий Юлій Цезар, Луцій Стацій до цього приєднався до заколотників і його вбивць.
На початку 43 року до н. е. в Сирію прибув один з вбивць Цезаря Гай Кассій Лонгін, і намісники передали йому свої війська, в тому числі й один легіон Квінта Цецілія, який його зрадив. Начебто був як і Гай Кассій проголошений вояками імператором, хоча незрозуміло, за які доблесті це відбулося, можливо вони підкупили для цього свої легіонерів, як це відбувалося з іншими. У Гая Касія став префектом-командувачем флоту ((лат.), на цій посаді карбував денарії, на яких теж іменував себе імператором, може маючи на увазі поняття «імператор» як головного магістрата провінції. Під час війни з прибічником Марка Антонія Публієм Корнелієм Долабеллою у 43 році до н. е. розгромив його флот у повторній битві біля Лаодікеї, після чого Кассій захопив це місто. Потім командував флотом у Родоської експедиції, коли острів захопили війська Гая Кассія.
Приблизно в середині 42 року до н. е. був направлений з 60 кораблями до мису Тенарон на перехоплення флоту Клеопатри, що вийшов на допомогу тріумвірам — Марку Антонію, Октавіану і Марку Емілію Лепіду. Коли стало відомо, що флот цариці сильно постраждав від бурі, й повертається назад, Луцій Стацій відплив до Брундізія, щоб перешкодити переправі військ тріумвірів через протоку і доставці їм продовольства. Так як його сил було недостатньо, на допомогу прибув Гней Доміцій Агенобарб. Удвох вони мали 130 кораблів, і з цим флотом 3 жовтня 42 року до н. е., у день першої вирішальної битви між республіканцями — вбивцями Цезаря і тріумвірами, яка відбулася при Філіпах, розгромили в Іонічному морі флот Гнея Доміція Кальвіна, який намагався переправити на Балкани два легіони і допоміжні війська. Після поразки Марка Юнія Брута і Гая Кассія флот республіканців розділився. Луцій Стацій з 80 кораблями і двома легіонами, до яких приєдналися ескадри Туруллія і Гая Кассія Пармского, пішов на Сицилію до Секста Помпея. Ставши одним з командирів флоту у нього, користувався значним впливом, переконував Помпея піти на угоду з тріумвірами. Вступив у конфлікт з вільновідпущеником Помпея Менодором і став жертвою його інтриг. Помпей підкупив військового трибуна і центуріона, і вони вбили Луція Стація Мурка в Сиракузах на початку 39 року до н. е. У злочині звинуватили рабів, яких для більшої достовірності розп'яли на хрестах.